# DENARO
『DENARO』（デナーロ）は、株式会社ロッソブレインが発行するフリーペーパー。2009年1月30日に創刊した。隔月で約5万部発行され、福岡・東京を中心に無料配布されている。

## 概要
福岡でクリエイティブエージェント事業を行っているロッソブレインが自社発行するフリーペーパー。発行部数は約5万部。福岡・東京の航空会社窓口、ホテル等の施設に配布スタンドが設置されているほか、福岡の主要駅、企業へ無料配布されている。誌名の「DENARO」はイタリア語で「通貨」の意味。「ニート」「失業」「派遣切り」「下級社会」「所得格差」など笑えない状況が広がる現実の中で、お金というものの見方にさらなる多様性を付与するため、「お金」をテーマにした内容構成になっている。

## リニューアル
2009年6月に発刊された3号目よりデザイン、内容を一新。創刊時のコンセプトであった「『お金』で未来に点火する」を「お金を語れる男はセクシーである。」に変更し、よりオシャレで格好良い誌面構成に変更された。

## ウェブサイト
誌面リニューアルに合わせて本誌ウェブサイト『DENARO WEB』を開設。最新号やバックナンバーのコンテンツが掲載されているほか、『DENARO』の定期購読の申し込みが可能となっている。